# Ислам в ЮАР

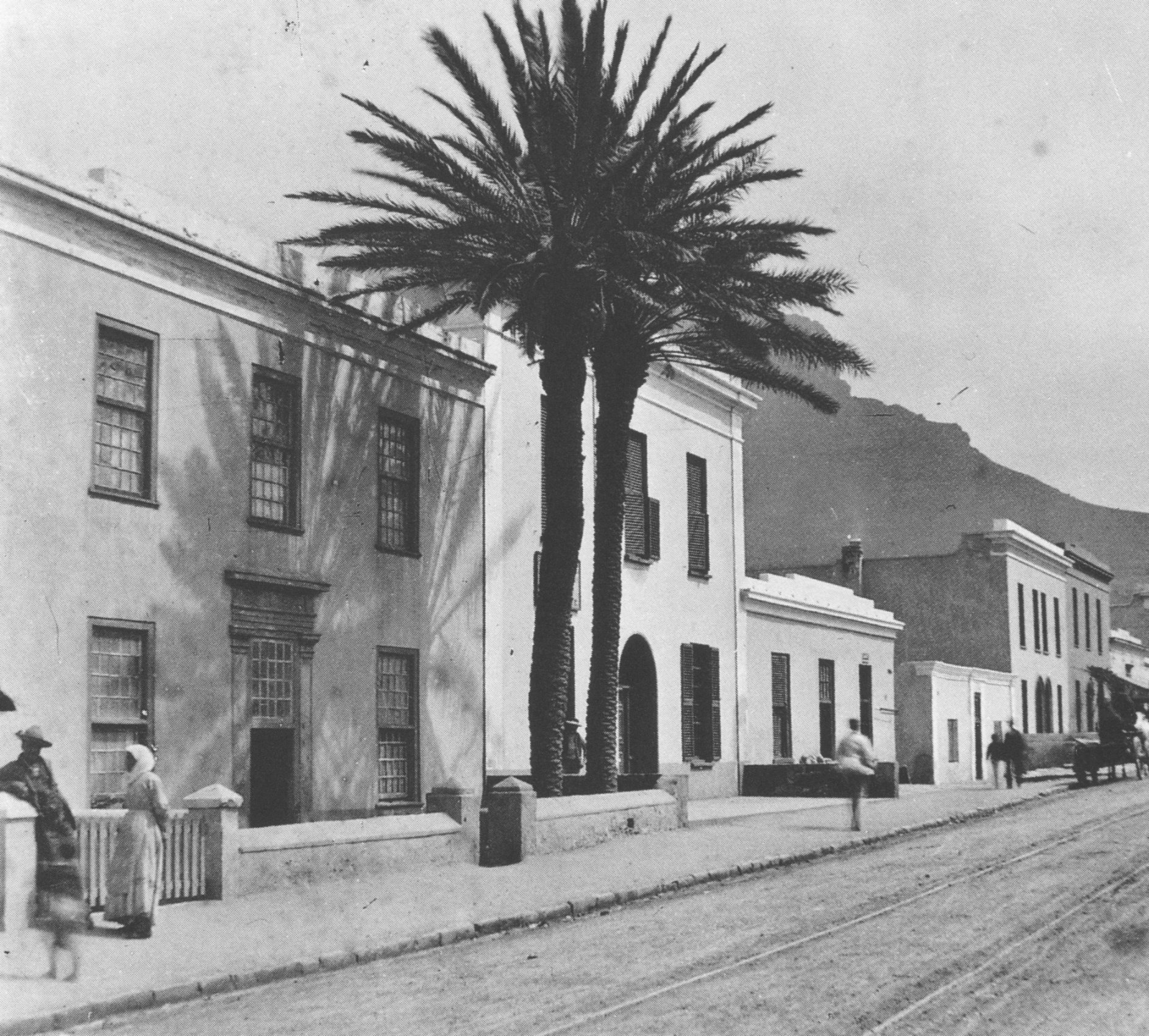
Мечеть Палм-три в Кейптауне (1915 г.)

Ислам в Южно-Африканской Республике появился в колониальный период благодаря контактам местного населения с торговцами-арабами из Восточной Африки. Большинство южноафриканских мусульман по расовым признакам — цветные. Особенно это касается Западно-Капской провинции, где большинство мусульман являются потомками рабов, привезённых с индонезийского архипелага (капские малайцы). Первая мечеть в ЮАР — мечеть Авваль — была построена в 1798 году.
Мечеть Низами, построенная в ЮАР в 2012 году, претендует на звание самой крупной мечети в южном полушарии.

## Численность и расселение
Большинство мусульман проживает в городах Кейптаун, Дурбан, Порт-Элизабет, Ист-Лондон, Кимберли, Претория и Йоханнесбург. В период с 1991 по 2004 год исламское население ЮАР увеличилось в 6 раз.

## Течения и школы
Большинство мусульман ЮАР — сунниты. Индийская община следует ханафитской правовой школе, малайская и восточноафриканские — шафиитской, а североафриканские — маликитской.